# Musée Poldi-Pezzoli

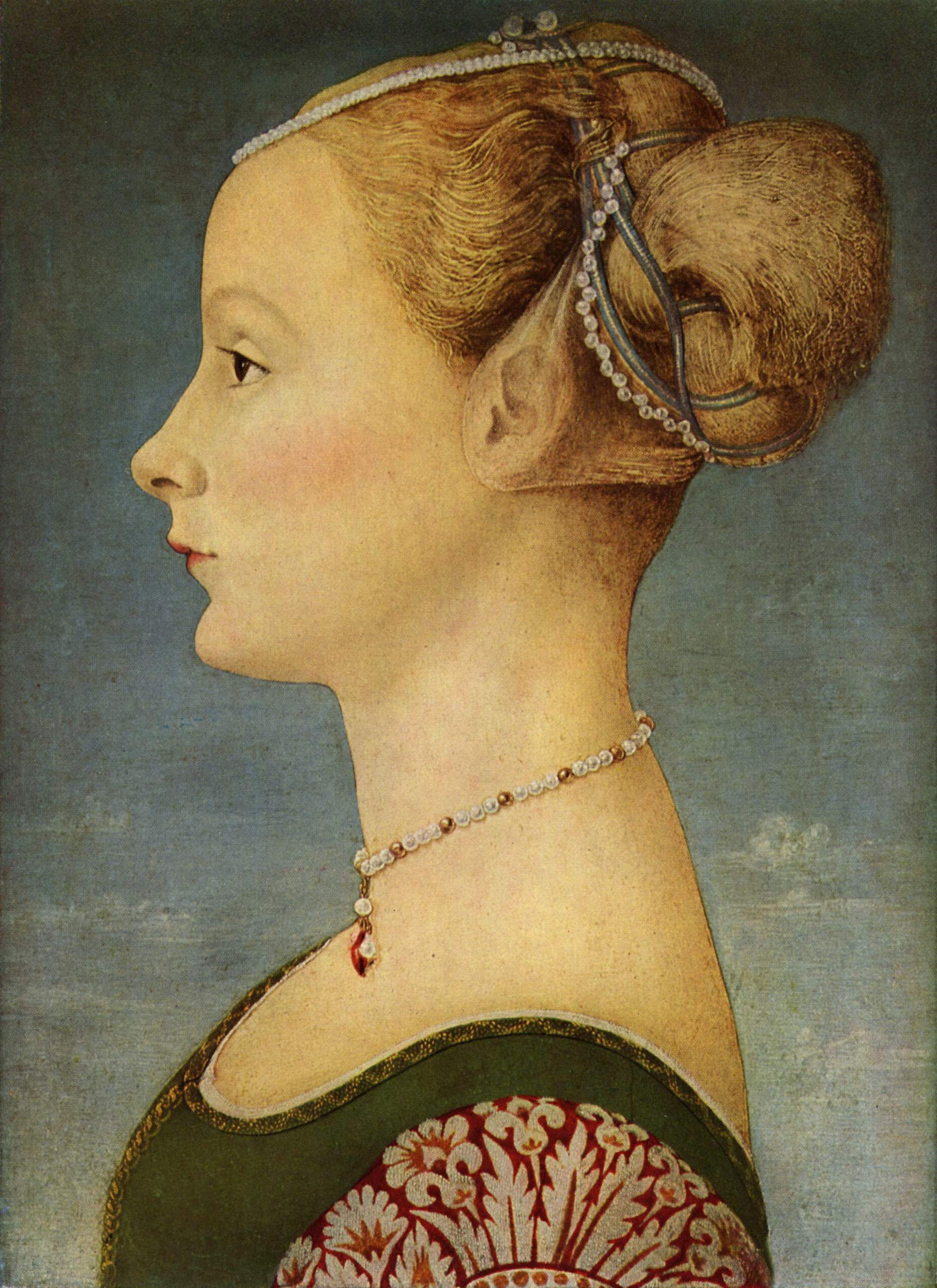
Piero Pollaiuolo, Portrait de dame, emblème du musée.

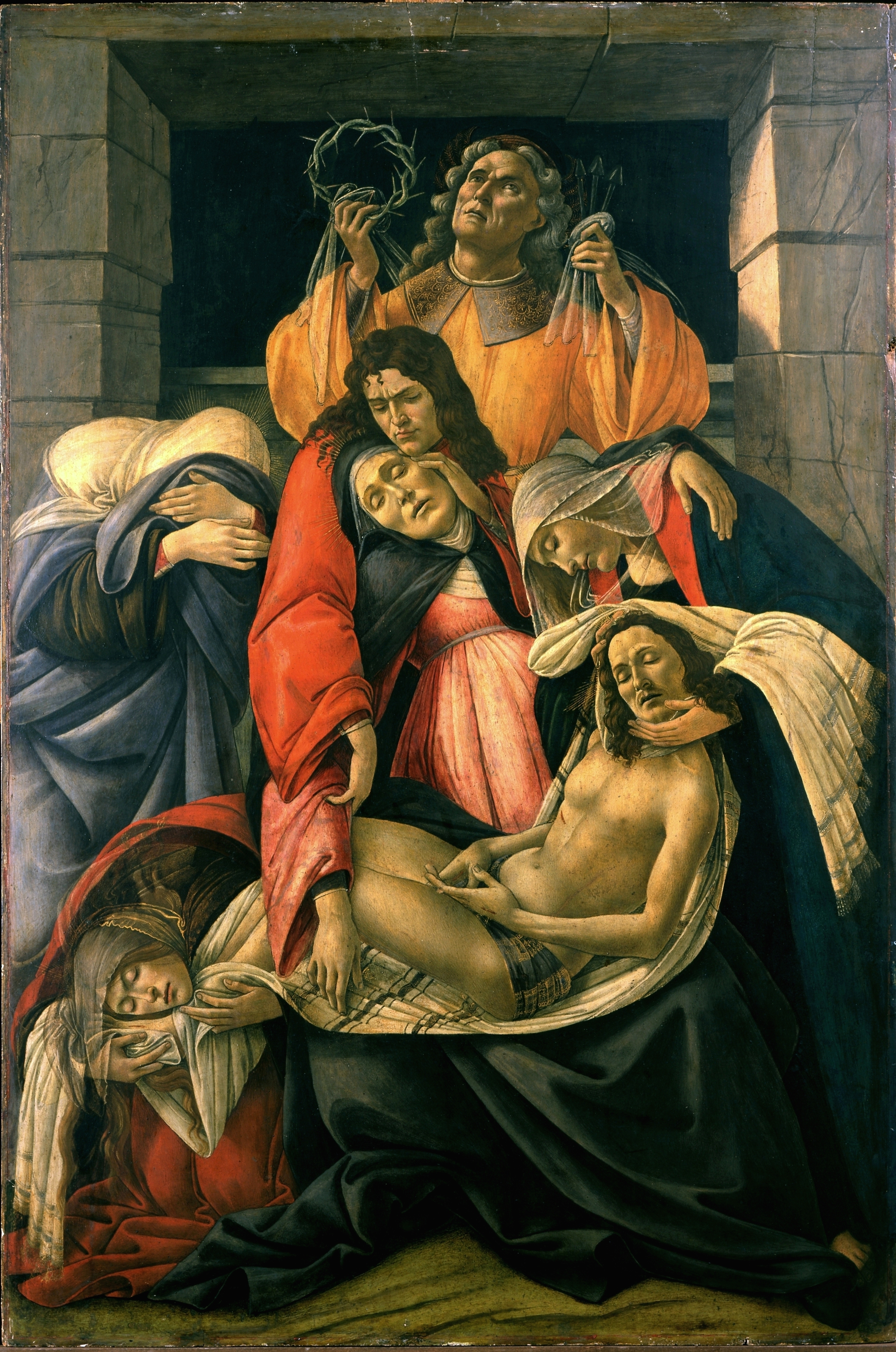
Sandro Botticelli,
La Lamentation sur le Christ mort.

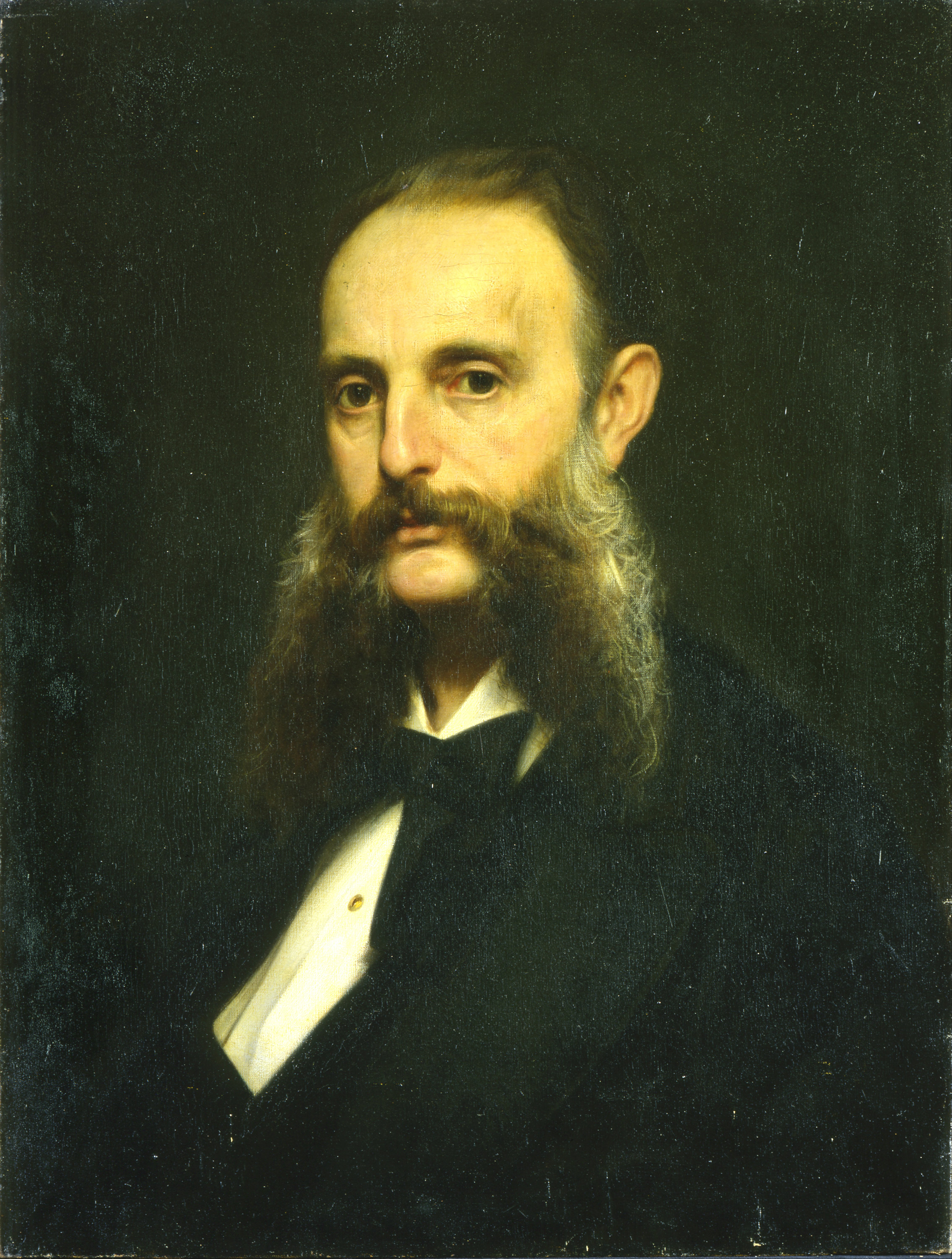
Portrait de Gian Giacomo Poldi-Pezzoli (Giuseppe Bertini, 1880).

Le musée Poldi Pezzoli (Museo Poldi Pezzoli) est une casa museo (« maison-musée ») située au 12 via Manzoni, au centre de la ville de Milan, près du Teatro alla Scala, inauguré officiellement le 25 avril 1881. Il fait partie du circuit Case Museo di Milano (« Maisons-musées de Milan ») au centre de la ville de Milan.
Le musée était au XIXe siècle une collection privée appartenant au comte Giacomo Poldi Pezzoli (1822-1879) qui l’avait léguée à la « Fondation artistique Poldi-Pezzoli » pour rassembler et conserver les œuvres présentes dans sa maison au moment de sa mort. La Fondation fut reconnue par l’État en 1887. Aujourd’hui le Musée est une Onlus (organisme sans but lucratif) : son Conseil d’Administration est composé du Directeur du Patrimoine Artistique de Milan, des délégués du Ministère de la Culture, de la Région et de la Maire de Milan et d’un héritier du Comte Pezzoli.

## Historique
La mère du comte, Rosa Trivulzio, descendante de la famille du condottiere Jacques de Trivulce, était une figure importante du milieu culturel milanais de l’âge néoclassique. Le salon des Trivulzio était fréquenté par poètes et écrivains comme Vincenzo Monti et Giuseppe Parini. Après la mort de son mari Giuseppe en 1803, elle se consacra à l’éducation de son fils Gian Giacomo et à l’enrichissement de la collection familiale, déjà remarquable.
Une fois atteinte la majorité (24 ans pour la lois autrichienne de l’époque), Gian Giacomo développa encore la collection, en achetant en particulier des armes et armures, selon la mode de l’époque. En 1848, il avait soutenu passionnément les mouvements révolutionnaires (Cinq journées de Milan) ce qui lui valut au retour des Autrichiens une forte amende et un exil forcé. Pendant une année Il parcourut l’Europe, en rencontrant autres collectionneurs et en visitant de nombreuses expositions.
En 1846 Gian Giacomo démarre les travaux pour son appartement, séparé de celui de sa mère : le style des chambres est inspiré par la mode courante de l’Éclectisme : Le Baroque, la Renaissance, le style du quatorzième siècle y trouvent leur place. Les salles sont conçues pour contenir des œuvres d’art et du mobilier précieux plutôt que pour être une véritable maison privée.
Une salle au premier étage est adaptée pour héberger l’armurerie, par l’architecte Giuseppe Balzaretto et par le scénographe Filippo Peroni. La salle est terminée en 1850 en style néogothique, alors que la chambre est inspirée par le maniérisme lombard. Les décorations et le projet des autres chambres (à partir du « petit bureau » dantesque, 1853-56) sont confiés à Giuseppe Bertini, peintre et professeur de l’Académie de Brera, à Giuseppe Speluzzi, ébéniste et bronzier, et au peintre Luigi Scrosati.
Toujours intéressé aux artistes et intellectuels européens, Poldi Pezzoli avait une conception très large de l’art : il enrichissait sa collection avec pièces d’armures, peintures, tissus, tapisseries, objets de verre et céramique, et en général d’œuvres des arts appliqués. La collection, bien que pas grande, est très appréciée par les connaisseurs.

## Collection
Les peintures les plus importantes sont des œuvres italiennes du XVe siècle, principalement de l’école toscane. La peinture flamande et de l’Europe du Nord y est aussi bien représentée. En plus, on peut admirer des exemples importants des auteurs de la Vénétie du XVIIIe siècle et une œuvre de Raphaël.

### Principaux artistes italiens représentés
Mariotto Albertinelli ; Giovanni d'Alemagna ; Giovanni Angelo d'Antonio ; Sofonisba Anguissola ; Lorenzo Bartolini ; Fra Bartolomeo ; Luca Baudo ; Alessandro Mazzola Bedoli ; Iacopo Bellini ; Giuseppe Bertini ; Vitale da Bologna ; Francesco Bonsignori ; Paolo Borroni ; il Moretto ; Botticelli, Giulio Campi ; Canaletto ; Francesco Capella (Dagiù) ; Cristoforo Caselli ; Jacopo di Casentino ; Giovanni Benedetto Castiglione ; Bernardo Cavallino ; Luigi Cavenaghi ; Cima da Conegliano ; Luigi Crespi ; Daddi ; Gaetano Fasanotti ; Gaudenzio Ferrari ; Domenico Fetti ; Ambrogio Borgognone ; Gaetano Gandolfi ; Raffaellino del Garbo ; Giovanni Battista Gaulli ; Francesco Gessi ; Luca Giordano ; Francesco Guardi ; Giacomo Guardi ; Francesco Hayez ; Pietro degli Ingannati ; Filippo Lippi ; Pietro Lorenzetti ; Lorenzo Lotto ; Bernardino Luini ; Gian-Francesco de Maineri ; Rutilio Manetti ; Andrea Mantegna ; Giovanni Martinelli ; Pier Francesco Mazzucchelli ; Livio Mehus ; Lippo Memmi ; Michelangelo ; Francesco Morone ; Giovanni Battista Moroni ; Carlo Francese ; Giuseppe Nuvolone;Marco d'Oggiono ; Eleuterio Pagliano ; Filippo Palizzi, Palma il Vecchio ; Marco Palmezzano ; Pietro Vannucci ; Francesco di Stefano Pesellino ; Lo Spagna ; Antonio Pirri ; Piero Pollaiuolo ; Riccardo Pellegrini ; Giulio Cesare Procaccini ; Francesco Raibolini ; Jusepe de Ribera ; Giampietrino ; Giovanni Battista Salvi;Francesco Salviati ; Raphael ; Luigi Scrosati ; Fra Semplice ; Cesare da Sesto ; Giovanni Servi ; Andrea Solari ; Gherardo Starnina ; Bernardo Strozzi ; Zanobi Strozzi ; Cesare Tamaroccio ; Francesco de Tatti ; Girolamo Tessari ; Tiepolo ; Cosmè Tura ; Giovanni De Vecchi ; Bartolomeo Veneto ; Antonio Vighi.

### Artistes d'Europe du Nord
Jan Brueghel le Jeune ; Lucas Cranach ; Hendrik Goltzius ; James Baker Pyne ; Thomas Shotter Boys ; Giusto Sustermans ; David Teniers ; Jacob Toorenvliet ; Pierre Tetar van Elven (en) ; Mattheus van Helmont (en) ; Jan Van der Meer II ; Willem van Mieris ; Jacob Ferdinand Voet ; Hans Mair von Landshut et Cornelis de Wael.

## Principales œuvres
- Giovanni Bellini : Pietà (1455-1460)
- Ambrogio Borgognone : Madonna con Bambino, Santa Caterina d'Alessandria
- Giovanni Antonio Boltraffio : Madonna con Bambino
- Sandro Botticelli : La Madone du livre (1480-1481), La Lamentation sur le Christ mort (1495)
- Canaletto : Le Pra della Valle à Padoue (1741-46) ; Capriccio con rovine
- Cima da Conegliano : Le Mariage de Bacchus et Ariane (1505) ; Thésée tuant le Minotaure (années 1500)
- Vincenzo Foppa : Ritratto di Francesco Brivio
- Fra Galgario : Ritratto di cavaliere dell'Ordine Costantiniano, Ritratto di gentiluomo, Ritratto di Giovanni Francesco Albani
- Francesco Guardi : Gondoles sur la lagune
- Fra Filippo Lippi : Pietà (1437-1439)
- Lorenzo Lotto : Madonna e santi, Santa Caterina d'Alessandria
- Bernardino Luini : Cristo portacroce, Sposalizio mistico di Santa Caterina d'Alessandria
- Andrea Mantegna : Madonna con Bambino (1490-1500), Profilo d'uomo (1448-1450)
- Giovanni Battista Moroni : Le Gentilhomme en noir (1567)
- Piero della Francesca : San Nicola da Tolentino (1454-1469)
- Piero Pollaiuolo : Portrait de dame (vers 1470)
- Raphaël : Crocifisso
- Andrea Solari : Madonna con Bambino, Ecce Homo, Riposo in Egitto, San Giovanni Battista
- Cosmè Tura : Terpsichore (v. 1460) (avec Angelo Maccagnino)
- Francesco de Tatti : Annonciation et Nativité

## Sources
- (it) Cet article est partiellement ou en totalité issu de l’article de Wikipédia en italien intitulé « Museo Poldi Pezzoli » (voir la liste des auteurs).